# Pilgrims Hatch
Pilgrims Hatch is een plaats in het bestuurlijke gebied Brentwood, in het Engelse graafschap Essex. De plaats telt 5000 inwoners.